# Rhaphidophora megastigma
Rhaphidophora megastigma är en kallaväxtart som beskrevs av Adolf Engler. Rhaphidophora megastigma ingår i släktet Rhaphidophora och familjen kallaväxter. Inga underarter finns listade.